# Komornik (činovnik)
Komornik (prema komora), osoba (sluga ili dvorski činovnik) kojoj je dužnost brinuti se za privatne potrebe neke osobe na visokom položaju (monarha, pape, plemića itd.). U hrvatskim srednjovjekovnim dokumentima komornik se naziva i postelnik. Plemići komornici (npr. župan-komornik) spominju se na dvoru kneza Muncimira 892. Komornikom se nazivao i nadstojnik »komore«, tj. erara ili državne blagajne, odn. kovnice. U dalmatinskim srednjovjekovnim komunama komornik je bio činovnik koji je stajao na čelu gradskih financija; on je upravljao gradskom blagajnom, pa i cijelom općinskom imovinom; negdje je bio čuvar gradskoga pečata, ubirač daća i carina. Komornicima su se u dalmatinskim gradovima nazivali i neki drugi gradski službenici: predstojnik ureda za prodaju soli, nadglednik utega i mjera. U srednjovjekovnoj Bosni komornik koji je bio upravitelj kovnice ujedno je čuvao kraljevo blago i utjerivao državne prihode.